# Isla Stor
La isla Stor (en inglés: Stor Island) es una de las islas deshabitadas en la Región de Qikiqtaaluk, en el territorio de Nunavut, Canadá. Se encuentra de la entrada de Eureka, un área que separa la isla Axel Heiberg de la isla de Ellesmere. El canal de Fulmar está al suroeste de la isla, mientras que la bahía fiordo (Bay Fiord) está hacia el noreste. La isla Stor es una de las islas Sverdrup, parte de las islas de la Reina Elizabeth y del archipiélago ártico canadiense.
Hay dos picos que llegan a unos 500 metros sobre el nivel del mar. La isla tiene 32 km de largo y 14 km de ancho.